# Straat Lowotobi
Straat Lowotobi (Indonesisch: Selat Lowotobi) is een zeestraat in Indonesië in de provincie Oost-Nusa Tenggara als onderdeel van het regentschap Oost-Flores. De zeestraat scheidt het eiland Flores in het westen van de eilanden Adonara en Solor in het oosten. Het water verbindt de Sawuzee in het zuiden met de Floreszee in het noorden.